# Juan José Iriarte
Juan José Iriarte (ciudad de Buenos Aires, 20 de septiembre de 1913-San Isidro, provincia de Buenos Aires, 16 de agosto de 1999) fue un prelado católico argentino, obispo de la diócesis de Reconquista (1957-1984) y arzobispo de la arquidiócesis de Resistencia (1984-1991).

## Biografía
Iriarte fue ordenado sacerdote el 20 de septiembre de 1947.
Fue designado obispo titular de la diócesis de Reconquista el 23 de octubre de 1957 durante el pontificado de Pío XII, y consagrado obispo el 27 de diciembre de ese año en la Basílica de Santa Rosa de Lima, siendo su consagrante principal el obispo Manuel Tato. Carlos Mugica, recién ordenado sacerdote, desarrolló durante un año su trabajo pastoral con Iriarte en 1959, en el Chaco santafecino. El propio Mugica describió a Iriarte como una persona que «visitaba a la gente de la parroquia; no la esperaba, la iba a buscar».
Iriarte participó comprometidamente en las cuatro sesiones del Concilio Vaticano II en calidad de padre conciliar (1962-1965). Al finalizar el Concilio, fue uno de los cuarenta obispos firmantes del Pacto de las catacumbas de Domitila, en el que se comprometieron a caminar con los pobres asumiendo un estilo de vida sencillo y renunciando a todo símbolo de poder. Posteriormente participó en la III Conferencia General del Episcopado Latinoamericano llevada a cabo en Puebla, México, en el año 1979.
Iriarte fue designado arzobispo titular de la arquidiócesis de Resistencia por Juan Pablo II el 28 de febrero de 1984. Se retiró del arzobispado por edad el 9 de noviembre de 1991 durante el pontificado de Juan Pablo II, y se le confirió el título de arzobispo emérito de Resistencia.
Falleció en San Isidro, provincia de Buenos Aires el 16 de agosto de 1999 a los 85 años, luego de desempeñarse como obispo durante 41 años. Sus restos mortales descansan en la Iglesia Catedral de Reconquista.